# Schietpartij in Buffalo op 14 mei 2022
Op 14 mei 2022 vond een schietpartij plaats in Buffalo, New York, Verenigde Staten, bij een Tops Friendly Markets-supermarkt in de wijk East Side. Tien mensen, allemaal zwart, werden vermoord en drie raakten gewond. De schutter, geïdentificeerd als de 18-jarige Payton S. Gendron, livestreamde een deel van de aanval op Twitch, maar de livestream werd binnen twee minuten door de dienst stopgezet. Gendron werd in hechtenis genomen en beschuldigd van moord met voorbedachten rade. Op 19 mei 2022 heeft hij formeel een pleidooi van "niet schuldig" ingediend. Op 28 november 2022 pleitte Gendron schuldig aan alle aanklachten van de staat in verband met de schietpartij, waaronder moord, binnenlands terrorisme en haatmisdrijven. Op 15 februari 2023 werd Gendron veroordeeld tot elf opeenvolgende levenslange gevangenisstraffen zonder mogelijkheid tot vervroegde vrijlating; Vanaf die datum zijn de federale aanklachten nog steeds aan de gang.

## Schietpartij
Rond 14.30 uur EDT (UTC−04:00), arriveerde de 18-jarige Payton S. Gendron bij de Tops-supermarkt aan Jefferson Avenue, in een overwegend zwarte wijk in Buffalo, New York. Hij was bewapend met een Bushmaster XM-15 AR-15-stijl geweer, aangepast om magazijnen met hoge capaciteit te accepteren, en meerdere munitiemagazijnen van 30 ronden. In zijn auto had hij een Savage Arms Axis XP-jachtgeweer en een Mossberg 500-jachtgeweer. Hij droeg kogelvrije vesten, een militaire helm en een op het hoofd gemonteerde camera, waarmee hij de aanval livestreamde op de online dienst Twitch. Toen hij de scène naderde, werd hij opgenomen op zijn livestream en zei: "just got to go for it".
Gendron schoot eerst vier mensen neer op de parkeerplaats, waarbij er drie omkwamen. Vervolgens ging hij de winkel binnen, schoot nog acht mensen neer, waarbij er zes omkwamen. Om 14.31 uur ontving de politie van Buffalo een telefoontje waarin een melding werd gemaakt van schoten die op de winkel waren afgevuurd. De eerste reagerende agenten en brandweerlieden arriveerden een minuut later en meldden dat er lichamen buiten het gebouw lagen. Om 14.34 uur begon een coördinator de reagerende agenten te informeren over een actieve schuttersituatie in de winkel.
Volgens een wetshandhavingsbron schreeuwde Gendron tijdens het incident racistische opmerkingen. Veel medewerkers en klanten gebruikten de pauzeruimte van de winkel om zich voor Gendron te verstoppen en barricadeerden de deur met een zwaar bureau. Andere klanten werden door medewerkers verborgen in de melkkoeler en zeiden dat Gendron door de koelers schoot, maar de melkpakken hielden de kogels tegen. Op een gegeven moment schoot een gewapende bewaker, voormalig officier van de politie van Buffalo, Aaron Salter Jr., op hem. Vanwege Gendrons kogelvrije vesten hield de kogel van Salter hem niet tegen. Gendron schoot terug op Salter, die ter plaatse stierf. Op een ander moment richtte hij zijn pistool op een blanke achter een kassa, maar verontschuldigde zich en schoot niet.
Om 14.36 uur was Gendron naar de voorkant van het gebouw gegaan, waar patrouilleagenten hem konden overhalen zijn pistool te laten vallen nadat hij het naar verluidt op zijn nek had gericht. Tijdens de schietpartij werden in totaal zestig schoten afgevuurd. Na zijn arrestatie heeft hij verontrustende uitspraken gedaan over zijn motief en gemoedstoestand.

## Proces
Gendron werd voorgeleid bij de Buffalo City Court, een rechtbank van de staat New York. Vertegenwoordigd door een openbare verdediger heeft hij een onschuldig pleidooi gehouden voor meerdere aanklachten wegens moord met voorbedachten rade. Op 19 mei zou een hoorzitting over een misdrijf beginnen voor een grand jury. Hij werd zonder borgtocht vastgehouden onder zelfmoordwacht. Op dezelfde dag bevestigde de procureur-generaal van de Verenigde Staten, Merrick Garland, dat het Amerikaanse ministerie van Justitie de schietpartij onderzocht als een haatmisdaad en een daad van racistisch gemotiveerd gewelddadig extremisme. 
Op 19 mei werd aangekondigd dat hij door een grand jury was aangeklaagd op beschuldiging van moord met voorbedachten rade, in een beslissing die de dag ervoor was uitgesproken. Gendron verscheen kort voor de rechtbank op 19 mei. Op 1 juni vaardigde een grand jury een aanklacht van 25 punten uit tegen Gendron. De jury beschuldigde hem van "één aanklacht wegens binnenlands terrorisme ingegeven door haat", evenals "10 aanklachten van eerstegraads terrorisme". moord als een haatmisdaad, 10 gevallen van tweedegraads moord als een haatmisdaad, drie pogingen tot tweedegraads moord als een haatmisdaad en één telling van tweedegraads crimineel bezit van een wapen", aldus The Washington Post. Gendron werd op 2 juni 2022 voorgeleid bij de Erie County Court en pleitte niet schuldig aan alle 25 aanklachten. 
Op 3 juni 2022 werd in een verzoekschrift namens een van de overlevenden van de aanval verzocht om een gerechtelijk bevel voor het behoud van een aantal spullen in het bezit van Gendrons ouders. De indiening was onder meer bedoeld om al zijn beschikbare mobiele telefoons, computers (en browsegeschiedenis), reis- en schoolgegevens, videogameconsoles en bonnen voor vuurwapens en munitie te behouden. Bovendien werd in de indiening verzocht dat zijn ouders vóór 29 juli voorlopige verklaringen bij de rechtbank zouden indienen. 
Op 15 juni werd Gendron beschuldigd van 26 aanklachten van federale haatmisdrijven en ook van aanvullende wapenbeschuldigingen. Mocht hij veroordeeld worden voor een van de ernstiger federale haatmisdrijven, dan riskeert hij de doodstraf. Als de doodstraf wordt toegepast, zou deze alleen door de federale overheid worden uitgevoerd. Op 17 november stemde Gendron ermee in schuldig te pleiten aan alle aanklachten van de staat. Op 28 november bekende hij schuldig te zijn aan vijftien aanklachten op staatsniveau: tien aanklachten van moord met voorbedachten rade, drie aanklachten van poging tot moord ingegeven door haat, crimineel wapenbezit en binnenlands terrorisme ingegeven door haat. Op 15 februari 2023 werd Gendron de status van jeugdige dader ontzegd en kreeg hij elf levenslange gevangenisstraffen zonder de mogelijkheid van vervroegde vrijlating plus 90 jaar. 
Op de datum van zijn staatsveroordeling lopen de federale aanklachten nog steeds. In december 2022 gaf de advocaat van Gendron aan dat hij bereid zou zijn schuldig te bekennen om te voorkomen dat hij de doodstraf zou krijgen, die volgens de staatswet van New York niet bestaat.